# Javor, Ljubljana
Javor je vas v Mestni občini Ljubljana, vzhodno od Ljubljane, v hribovitem svetu na višini 500-600 m. 
V njej stoji vaška cerkev sv. Ane in šola, ki je že pred nekaj leti nehala delovati. Skozi vas teče potok Javorska reka, nad njo je Lisičji hrib, ki je znan po lisicah. Posebnost vasi so vojaške jame, ki so jih zgradili vojaki ali ubežniki za skrivanje. Take jame so na dveh mestih v vasi.